# Borghese
Borghese – nazwisko włoskiej rodziny szlacheckiej pochodzącej ze Sieny, gdzie w XIII wieku osiągnęli znaczną pozycję. Głowa rodziny, Marcantonio I przeniósł się do Rzymu w XVI wieku i po wyborach (1605) jego syn Camillo Borghese został papieżem Pawłem V, który poprzez nepotyzm umocnił potęgę swego rodu.

## Borghese ze Sieny

Herb rodu Borghese

Rodzina wywodzi się od Tiezza da Monticiano, trzynastowiecznego handlowca wełny ze Sieny, którego bratanek Borghese dał swoje nazwisko rodzinie. Znani Borghese ze Sieny to:
- Agostino Borghese (1390-1462), żołnierz, odznaczył się w wojnach między Sieną i Florencją, uczyniony hrabią przez papieża Piusa II oraz cesarza Świętego Cesarstwa Rzymskiego  Zygmunta,
- Niccolò Borghesi (1432-1500), sekretarz  filozof i ważna postać w republice sieneńskiej,
- Pietro Borghese (1469-1527), nazwany przez Leona X senatorem rzymskim, zabity podczas Sacco di Roma,
- Marcantonio Borghese (1504-1574), polityk i prawnik na usługach papieży.

## Borghese w Rzymie
Głowa rodziny, Marcantonio przeniósł się do Rzymu w 1541 i szybko zyskał dostęp do rzymskiego społeczeństwa. W czasie  konklawe w maju 1605 jego syn Camillo Borghese został papieżem jako Paweł V. Jako papież faworyzował członków swojej rodziny: brata Francesco Borghese (1557-1620) uczynił księciem Rignano i generalnym dowódca wojska papieskiego, brata Giambattiste (1558-1609) zarządcą Borgo i kasztelanem Zamku Świętego Anioła. Jego bratanek Marcantonio I Borghese dostał tytuł księcia Vivero dniu 17 listopada 1609 oraz księcia Sulmona 27 października 1610. Rodzina Borghese stała się najbogatszym rodem w Kampanii Rzymskiej, zwiększając swoje bogactwa dzięki strategicznej bezpośredniej kontroli oraz uzgodnieniu polityki, zakładając monopole przemiału ziarna i praw do uruchomienia zajazdów.
W ten sposób rodzina Borghese wzrosła jeszcze bardziej w siłę i bogactwo. Paweł V dbał o to, by jego krewni czuli się dobrze w Rzymie. Scipione był patronem sztuki i założycielem rodzinnej kolekcji sztuki (dawniej umieszczonej w rodzinnej siedzibą w Rzymie,  Palazzo Borghese, od 1903 Galleria Borghese, znajduje się w dawnej własności rodziny Villa Borghese).
Marcantonio II (1601-1658), syn Giambattista, został nazwany księciem Sulmona w 1610 przez Filipa II dzięki wpływom Pawła V. W 1619 ożenił  się z Camillą Orsini, dzięki czemu stał się spadkobiercą zarówno Borghesów, jak i Orsinich. Jego syn Paolo (1624-1646), żonaty z Olimpią Aldobrandini, księżniczką Rossano, przez te małżeństwo zdobył dziedzictwo jej rodu. Prawo to zostało uznane w 1769, po przedłużającym się procesie sądowym. Wraz z Paolem Olimpia dostali tytuł księcia i księżnej Rossano. Odziedziczył je ich wnuk Marcantonio III (1660-1729), który był wicekrólem Neapolu. Marcantonio IV (1730-1800), książę Sulmona i Rossano, został senatorem  Republiki Rzymskiej. Jego syn Camillo Filippo Ludovico (1775-1832), świetny żołnierz w armii Napoleona, został później jednym z jego generałów. W 1803 poślubił siostrę Napoleona, Paulinę Bonaparte, wdowę po generale Leclerc. Camillo został mianowany księciem Guastalli w 1806 i zarządcą Piemontu (1807-1814). Po upadku Napoleona był z żoną w separacji niemal do jej śmierci.
Drugi syn Marcantonia IV, książę Aldobrandini Francesco (1776-1839), żołnierz w armii napoleońskiej, odziedziczył wszystkie nieruchomości Camila. Scipione Borghese (1871-1927) był przemysłowcem i sportowcem, który wziął udział w zawodach sportowych w 1907 w Paryżu.
Junio Valerio Borghese (1906-1974), zwycięzca z Medaglia d'oro al valor militare, w 1967 założył skrajnie prawicowa organizacje fronte Nazionale. Uciekł do Hiszpanii w 1970 roku w wyniku zarzutów o próbę zamachu stanu.
Istnieją cztery linie rodu :
- Borghese – pochodzi od Marcantonio V syna Francesca
- Borghese-Aldobrandini – wywodzi się od Camila, syna Francesca
- Borghese-Salviati – od Scipiona, syna Francesca
- Borghese-Torlonia – od Giulia (1847-1914), wnuka Francesca, żonatego z Anną Marią Torlonia

## Znani członkowie rodu
- Galgano Borghese – nuncjusz apostolski w Neapolu (1456)
- Camillo Borghese (1552-1621) – papież Paweł V (1605-1621)
- Francesco Scipione Maria Borghese (1697-1759) – kardynał
- Scipione Borghese (1577-1633) – kardynał, mecenas Berniniego i siostrzeniec Pawła V
- Pietro Maria Borghese (1599-1642), ze "sieneńskiej" gałęzi rodu; kardynał od 1624
- Książę  Marcantonio IV Borghese (1730-1800) – odbudował Villę Borghese i jej ogrody
- Camillo Filippo Ludovico Borghese (1775-1832) – książę Guastalli, drugi mąż Pauliny Bonaparte
- Paulina Borghese-Bonaparte (1780-1825) – siostra Napoleona
- Junio Valerio Borghese (1906-1974) – włoski dowódca marynarki wojennej i polityk
- Marcella Borghese (1911-2002) – księżna i przedsiębiorca kosmetyczny
- Justin Ryan DiCosola (1988-) wnuk Marceli Borghese

## Genealogia rodu
Poniższa genealogia obejmuje pokolenia od rodziców papieża Pawła V, do Francesco Borghese (1776-1839), którego trzej synowie dali początek współcześnie istniejącym gałęziom rodu.
Marcantonio (1504–1574), żonaty od 1548 z Flaminią Astalli (1530–1575), miał siedmioro dzieci:
- Camillo (1552–1621), kardynał 1596, papież Paweł V od 1605
- Orazio (1554–1590), audytor Kamery Apost. 1588
- Girolamo (1555–1578), zmarł bezpotomnie
- Francesco (1557–1620), od 1581 żonaty z Ortensią Santacroce (~1564–1616), ale zmarł bezpotomnie
- Gianbattista (1558–1609), od 1588 żonaty z Virginią Lante (1572–1657), z którą miał syna:
  - Marcantonio (1601–1658), od 1619 żonaty z Camillą Orsini (1603–1685), z którą miał syna:
    - Paolo (1624–1646), od 1638 żonaty z Olimpią Aldobrandini (1623–1681), z którą miał trójkę dzieci:
      - Gianbattista (1639–1717), od 1658 żonaty z Eleanorą Boncompagni (1642–1695), z którą miał czwórkę dzieci:
        - Marcantonio (1660–1729), od 1691 żonaty Livia Spinola (1669–1732), z którą miał dziewięcioro dzieci:
          - Flaminia (1692–1718), w 1717 wyszła za Baldassare Odescalchi (1683–1742)
          - Camillo (1693–1763), od 1723 żonaty z Agnese Colonna (1702–1780), z którą miał dziesięcioro dzieci:
            - Eleonora (1724–1779), w 1740 wyszła za Michele Imperiali (1719–1782)
            - Maria Vittoria (1729–1800)
            - Marcantonio (1730–1800), od 1768 żonaty z Anną Marią Salviati (1752–1809), z którą miał trójkę dzieci:
              - Cornelio (1770), zmarł w dzieciństwie
              - Camillo (1775–1832), od 1803 żonaty z Pauliną Bonaparte (1780–1825), ale zmarł bezpotomnie:
              - Francesco (1776–1839), od 1809 żonaty z Adele de La Rochefoucauld (1793–1877), z którą miał czwórkę dzieci, w tym trzech synów, którzy dali początek trzem współcześnie istniejącym liniom rodu:
                - Maria (1812–1838), w 1832 wyszła za Henri Rochechouart (1806–1835)
                - Marcantonio (1814–1886), dwukrotnie żonaty: od 1835 z Gwendoline Talbot (1817–1840), od 1843 z Therese de La Rochefoucauld (1823–1894), zachował nazwisko Borghese, od niego wywodzi się współczesna główna linia rodu[1]
                - Camillo (1816 – 1902), przyjął nazwisko Aldobrandini, dając początek linii "Borghese-Aldobrandini"
                - Scipione (1823 – 1892), przyjął nazwisko Salviati, dając początek linii "Borghese-Salviati"

            - Livia (1731–1802), w 1749 wyszła za Emiliano Altieri (1723–1801)
            - Paolo (1733–1792), zmarł bezpotomnie
            - Scipione (1734–1782), kardynał od 1770
            - Ippolito (1735), zmarł w dzieciństwie
            - Orazio (1736–1801), ambasador Hiszpanii w Berlinie
            - Gianbattista (1737?), zmarł w dzieciństwie
            - Giacomo (1738?), zmarł w dzieciństwie

          - Maria Maddalena (1694–1731), w 1721 wyszła za Baldassare Odescalchi (1683–1742)
          - Olimpia (1695–1760), w 1727 wyszła za Benedetto Pamphili (1709–1756)
          - Maria Vittoria (1696–1766), w 1719 wyszła za Adriano Antonio Carafa
          - Francesco (1697–1759), kardynał od 1729
          - Giacomo (1698–1766)
          - Maria Anna (1699?–1714), zmarła w młodym wieku
          - Livia (1700?), zmarła w dzieciństwie

        - Anna Camilla (1662–1715), dwukrotnie zamężna: od 1684 z Francesco Pico della Mirandola (1661–1689), od 1694 z Antonio del Giudice (1657–1733)
        - Paolo (1663–1701), zmarł bezpotomnie
        - Scipione (1666–1692), zmarł bezpotomnie

      - Maria Virginia (1642–1718), w 1658 wyszła za Agostino Chigi (1634–1705)
      - Giangiorgio (1645), zmarł w dzieciństwie
- Ortensia (1561–1598), w 1576 wyszła za Francesco Caffarelli (?–po 1607), z którym miała jednego syna adoptowanego do rodziny Borghese:
  - Scipione (1577–1633), kardynał od 1605
- Margarita (~1562–1599), w 1579 wyszła za Orazio Vittori